# Adrián de Lemos
Adrián Isaac de Lemos Calderón (San José, Costa Rica, 13 de octubre de 1982) es un exfutbolista profesional costarricense que jugó como portero. Actualmente trabaja en las ligas menores del Club Sport Herediano, como asistente de la U-19, y apoya al entrenador de porteros del primer equipo Miguel Segura.

## Trayectoria
Inició su carrera en las ligas menores del Club Sport Herediano, equipo con el que haría su debut en la Primera División de Costa Rica el 25 de agosto de 2002 en un encuentro ante Santos de Guapiles. En la temporada 2003-2004 alcanzaría el subcampeonato con los florenses. En el 2005, sería cedido a préstamo al Brujas Fútbol Club. Regresaría al siguiente año al Herediano, donde obtendría los subcampeonatos del Invierno 2007 y del Verano 2009. En el 2010 se vincularía al Municipal Pérez Zeledón, para luego pasar a militar para el Deportivo Saprissa en el 2013, equipo con quien gana el Torneo Copa Banco Nacional. Luego de su corta estadía con el conjunto morado, pasa a formar parte del Santos de Guapiles al año siguiente. En el 2015 regresaría al Club Sport Herediano hasta que en el 2017 cambia de equipo al Antigua de Guatemala, equipo con el que milita hasta la actualidad. 
A niveles de selecciones nacionales participó de la eliminatoria para los Juegos Olímpicos de Atenas 2004, donde una lesión no le permitió participar. A pesar de que formó parte de procesos de selecciones nacionales desde el 2003, debutó sino hasta el 1 de marzo de 2006 en un encuentro amistoso ante Selección de fútbol de Irán. Participó en la Eliminatoria Copa Mundial de Fútbol de 2010, así como de otros encuentros amistosos. Contabiliza 3 partidos clase A. 

## Clubes
| Club                    | País       | Año         |
| ----------------------- | ---------- | ----------- |
| Club Sport Herediano    | Costa Rica | 2002-2004   |
| Brujas Fútbol Club      | Costa Rica | 2004-2006   |
| Club Sport Herediano    | Costa Rica | 2006-2010   |
| Municipal Pérez Zeledón | Costa Rica | 2010-2012   |
| Deportivo Saprissa      | Costa Rica | 2013        |
| Santos de Guapiles      | Costa Rica | 2014 - 2015 |
| Club Sport Herediano    | Costa Rica | 2015 - 2016 |
| Club Sport Cartaginés   | Costa Rica | 2017        |
| Antigua GFC             | Guatemala  | 2017-2019   |
| Deportivo Guastatoya    | Guatemala  | 2019 - 2025 |

## Palmarés

### Títulos nacionales
| Título                         | Club                 | País       | Año  |
| ------------------------------ | -------------------- | ---------- | ---- |
| Torneo de Copa de Costa Rica   | Deportivo Saprissa   | Costa Rica | 2013 |
| Primera División de Costa Rica | C.S Herediano        | Costa Rica | 2016 |
| Liga Nacional de Guatemala     | Antigua Guatemala FC | Guatemala  | 2017 |
| Liga Nacional de Guatemala     | Antigua Guatemala FC | Guatemala  | 2019 |
| Liga Nacional de Guatemala     | Deportivo Guastatoya | Guatemala  | 2020 |

## Participaciones internacionales

### Juegos Olímpicos
| Juegos           | Sede   | Año  | Resultado        |
| ---------------- | ------ | ---- | ---------------- |
| Juegos Olímpicos | Grecia | 2004 | Cuartos de final |